# Рене Біель
Рене Біель (фр. René Bihel, 2 вересня 1916, Монтівільє — 4 вересня 1997, Блуа) — французький футболіст, що грав на позиції нападника, зокрема за «Лілль» та національну збірну Франції.

## Клубна кар'єра
У дорослому футболі дебютував 1938 року виступами за команду «Валансьєнн», в якій провів один сезон, взявши участь у 31 матчі чемпіонату. 
Під час німецької окупації Франції (1940—1944) грав за «Гавр», «Фів» та «Лілль-Фландр».
1944 року приєднався до «Лілля». У першому повоєнному сезоні 1945/46 з 28 голами став найкращим бомбардиром чемпіонату Франції і допоміг команді з Лілля зробити «золотий дубль», вигравши першість і Кубок країни. 
Протягом 1946—1953 років захищав кольори «Гавра», «Марселя», «Тулона», «Страсбург», у складі якого удруге став володарем Кубка Франції, та «ААЖ Блуа».
Свої останні ігри на полі провів за «Гавр», команду якого тренував у 1953–1954 роках.

## Виступи за збірну
1945 року дебютував в офіційних матчах у складі національної збірної Франції. Протягом наступних трьох років провів у її формі 6 матчів і забив один гол.

## Кар'єра тренера
У 1953–1954 роках був граючим тренером «Гавра», а з 1954 по 1956 рік тренував команду «ААЖ Блуа».
Помер 4 вересня 1997 року на 82-му році життя в Блуа.

## Титули і досягнення

### Командні
- Чемпіон Франції (1):

«Лілль»: 1945-1946
- Володар Кубка Франції (2):

«Лілль»: 1945-1946
«Страсбур»: 1950-1951

### Особисті
- Найкращий бомбардир чемпіонату Франції (1):

1945-1946 (28)